# Liste de plantes endémiques de France

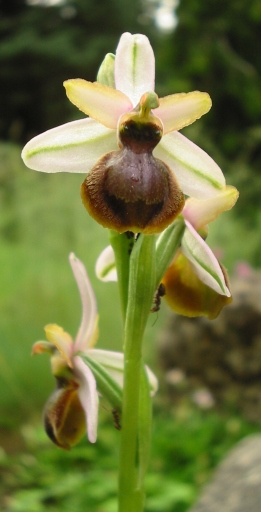
Ophrys aveyronensis.

Cet article liste les plantes endémiques de France : départements métropolitains (dont la Corse), départements d'outre-mer (Guadeloupe, Martinique, Guyane et Réunion) et collectivités d'outre-mer à statut proche du statut départemental (Saint-Pierre-et-Miquelon, Mayotte, Saint-Martin et Saint-Barthélemy), mais n'inclut pas les anciens territoires d'outre-mer de Wallis-et-Futuna (collectivité territoriale), de la Polynésie française et de la Nouvelle-Calédonie (pays d'outre-mer) et des îles Éparses, de l'île de Clipperton et des Terres australes et antarctiques françaises (districts d'outre-mer).
Une espèce de plante est dite endémique d'une zone géographique lorsqu'elle n'existe que dans cette zone à l'état spontané.
Les espèces éteintes sont prises en considération si elles ont été observées vivantes après 1500.

## Mousses

### Neckeracées
- Neckeropsis pocsii (Mayotte)

## Fougères

### Aspidiaceae
- Ctenitis lanata (La Réunion)

### Aspléniacées
- Doradille du Verdon (Asplenium jahandiezii) (Var et Alpes-de-Haute-Provence) (NT)[1]

### Cyathéacées
- Fanjan femelle (Cyathea glauca) (La Réunion)

### Dryoptéridacées
- Dryoptéris des Cévennes (Dryopteris ardechensis)

### Lomariopsidacées
- Elaphoglossum richardii (La Réunion)

### Ptéridacées
- Adiantum oyapokense (Guyane)

### Thélypteridacées
- Amauropelta heteroptera (La Réunion)

## Lycopsides

### Isoétacées
- Isoète de Bory (Isoetes boryana) (Gironde et Landes)

## Plantes à fleurs
En 2007, les angiospermes comprennent en France environ 150 familles contenant 6 000 espèces. 107 espèces sont strictement endémiques du territoire national métropolitain et 73 espèces subendémiques, c’est-à-dire présentes en France et dans un autre pays, généralement limitrophe.

### Aizoacées
- Lavangère (Delosperma napiforme) (La Réunion)

### Amaranthacées
- Corisperme de France (Corispermum gallicum) (VU)[1]

### Amaryllidacées(incluant les ex-Alliacées)
- Nivéole de Fabre (Acis fabrei) (décrite en 1990 ; mont Ventoux) (VU)[1]
- Nivéole à feuilles longues (Acis longifolia) (Corse) (LC)[1]
- Nivéole de Nice (Acis nicaeensis) (Alpes-Maritimes) (EN)[1]
- Ail de Corse (Allium corsicum) (Corse) (VU)[1]
- Allium scaberrimum [Information douteuse]

### Anacardiacées
- Comocladia undulata (Martinique)
- Tapirira bethanniana (Guyane)

### Apiacées (Ombellifères)
- Angélique à fruits variés (Angelica heterocarpa) (de la Loire-Atlantique aux Pyrénées-Atlantiques) (LC)[1]
- Buplèvre de Corse (Bupleurum corsicum) (Corse) (LC)[1]
- Carotte de Gadeceau (Daucus carota subsp. gadecaei) (Bretagne) (sous-espèce) (VU)[1]
- Berce de Lecoq (Heracleum lecoqii) (Massif central) (parfois considérée comme une sous-espèce de Heracleum sibiricum)
- Berce naine (Heracleum minimum) (régions Rhône-Alpes et Provence-Alpes-Côte d'Azur) (LC)[1]
- Ligustique de Corse (Mutellina corsica) (Corse) (LC)[1]
- Œnanthe de Foucaud (Oenanthe foucaudii) (Vendée, Charente-Maritime et Gironde)
- Panais à larges feuilles (Pastinaca kochii) (Corse) (LC)[1]
- Peucédan en panicule (Peucedanum paniculatum) (Corse) (LC)[1]
- Séséli de Djiane (Seseli djianeae) (Corse) (LC)[1]

### Apocynacées
- Bonafousia morettii (Guyane)

### Araliacées
- Bois d'éponge (Gastonia cutispongia) (La Réunion)
- Oreopanax ramosissimus (Martinique)
- Polyscias aemiliguineae (La Réunion)
- Polyscias bernieri (La Réunion)
- Polyscias borbonica (La Réunion)
- Bois de banane (Polyscias repanda) (La Réunion)
- Bois de Papaye (Polyscias rivalsii) (La Réunion)
- Polyscias sessiliflora (La Réunion)
- Arbre de la félicité (Polyscias scutellaria) (La Réunion)
- Schefflera urbaniana (Martinique)

### Arécacées (palmiers)
- Palmiste poison (Hyophorbe indica) (La Réunion)
- Latanier rouge (Latania lontaroides) (La Réunion)

### Aristolochiacées
- Aristolochia bukuti (Guyane)
- Aristolochia cremersii (Guyane)

### Asclépiadacées
- Matalea sastrei (Guyane)

### Asphodèlacées
- Aloe mayottensis (Mayotte)

### Astéliacées
- Ananas marron (Astelia hemichrysa) (La Réunion)

### Astéracées (Composées)
- Anthemis gerardiana
- Armoise insipide (Artemisia insipida) (Hautes-Alpes) - Éteinte ? (CR)[1]
- Armoise de Molinier (Artemisia molinieri) (VU)[1]
- Pâquerette de Bernard (Bellis bernardii) (Corse) (LC)[1]
- Pâquerette des neiges (Bellium nivale) (Corse) (LC)[1]
- Chardon du mont Aurouse (Carduus aurosicus) (NT)[1]
- Centaurée de la Clape (Centaurea corymbosa) (Aude) (EN)[1]
- Centaurée bleuâtre (Centaurea pseudocineraria) (Alpes-Maritimes)
- Doronic corse (Doronicum corsicum) (Corse) (LC)[1]
- Vergerette de Paoli (Erigeron paolii) (Corse) (LC)[1]
- Eriotrix commersonii (La Réunion)
- Eriotrix lycopodioides (La Réunion)
- Faujasia cadetiana (La Réunion)
- Faujasia pinifolia (La Réunion)
- Chasse vieillesse (Faujasia salicifolia) (La Réunion)
- Petit velours blanc (Helichrysum arnicoides) (La Réunion)
- Velours blanc (Helichrysum heliotropifolium) (La Réunion)
- Epervière d'Ardisson (Hieracium ardissonei) (Alpes-Maritimes) (DD)[1]
- Hieracium buglossoides (Pyrénées-Orientales) (NT)[1]
- Epervière de Chaboissau (Hieracium chaboissaei) (Alpes) (VU)[1]
- Epervière de Chaix (Hieracium chaixianum) (Hautes-Alpes) (EN)[1]
- Epervière à poils blancs ou Epervière des dunes (Hieracium eriophorum) (côte atlantique de la Gironde aux Basses-Pyrénées) (LC)[1]
- Epervière de Gavarnie (Hieracium gavarniense) (DD)[1]
- Hieracium gavellei (EN)[1]
- Hieracium marsillyanum (EN)[1]
- Epervière de Neyra (Hieracium neyranum) (Hautes-Alpes) (DD)[1]
- Hieracium petrosae  (NT)[1]
- Hieracium pulviscapum (EN)[1]
- Hieracium querceticola (DD)[1]
- Epervière de Ravaud (Hieracium ravaudii) (EN)[1] (Drôme, Hautes-Alpes)
- Epervière de Rotgès (Hieracium rotgesianum) (NT)[1]
- Hieracium runcinatolobatum (LC)[1]
- Hieracium sarretoides (VU)[1] (Aveyron, Lozère, Gard)
- Hieracium (EN)[1]
- Ambaville (Hubertia ambavilla) (La Réunion)
- Ambaville blanc (Hubertia tomentosa (La Réunion)
- Leucanthemum burnatii
- Leucanthemum graminifolium
- Psiadia amygdalina (La Réunion)
- Bouillon blanc (Psiadia anchusifolia) (La Réunion)
- Psiadia argentea (La Réunion)
- Bois de tabac (Psiadia boivinii) (La Réunion)
- Psiadia callocephala (La Réunion)
- Ti mangue (Psiadia dentata) (La Réunion)
- Sauge (Psiadia insignis) (La Réunion)
- Bois de tabac (Psiadia laurifolia) (La Réunion)
- Bois marron (Psiadia montana) (La Réunion)
- Psiadia salaziana (La Réunion)
- Séneçon de Bayonne (Senecio bayonnensis)
- Séneçon du Rouergue (Senecio ruthenensis) (Charente-Maritime et Aveyron)
- Branle blanc (Stoebe passerinoides) (La Réunion)
- Bois de source (Vernonia fimbrillifera) (La Réunion)

### Boraginacées
- Grémil du Béarn (Buglossoides gastonii) (Pyrénées-Atlantiques)
- Myosotis gallica
- Myosotis ruscinonensis
- Cynoglosse des dunes (Omphalodes littoralis) (du Finistère à la Bretagne et à la Charente-Maritime)
- Tournefortia acuminata (La Réunion)
- Tournefortia arborescens (La Réunion)
- Tournefortia bojeri (La Réunion)

### Brassicacées (Crucifères)
- Alyssum loiseleurii P.Fourn.
- Passerage de Robert (Alyssum robertianum) (Corse)
- Arabette des Cévennes (Arabidopsis cebennensis) (Cévennes, Aubrac, Cantal)
- Biscutella apricorum
- Biscutella arvernensis (région Auvergne)
- Biscutella brevicaulis
- Biscutella controversa
- Lunetière de Dijon (Biscutella divionensis)
- Biscutella guillonii
- Biscutella intricata
- Biscutella lamottei (Auvergne)
- Lunetière de Neustrie (Biscutella neustriaca) (Normandie)
- Biscutella pinnatifida
- Biscutella polyclada
- Lunetière de Rotgès (Biscutella rotgesii) (Corse)
- Biscutella sclerocarpa
- Drave de Loiseleur (Draba loiseleurii) (Corse)
- Hormathophylla pyrenaica
- Corbeille d'argent de l'Aurouze (Iberis aurosica) (région Provence-Alpes-Côte d'Azur)
- Corbeille d'argent à gros fruits (Ptilotrichum macrocarpum) (régions Rhône-Alpes, Languedoc-Roussillon et Midi-Pyrénées)

### Broméliacées
- Bromelia agavifolia (Guyane)
- Disteganthus basilateralis (Guyane)
- Pitcairnia geyskesii (Guyane)
- Pitcairnia leprieuri (Guyane)
- Pitcairnia sastrei (Guyane)

### Buxacées
- Buxus subcolumnaris (Martinique)

### Campanulacées
- Campanula fritschii
- Heterochaenia rivalsii (La Réunion)
- Phyteuma gallicum
- Phyteuma rupicola
- Raiponce dentée (Phyteuma serratum) (Corse)
- Lobelia persicifolia  (Guadeloupe)

### Caryophyllacées

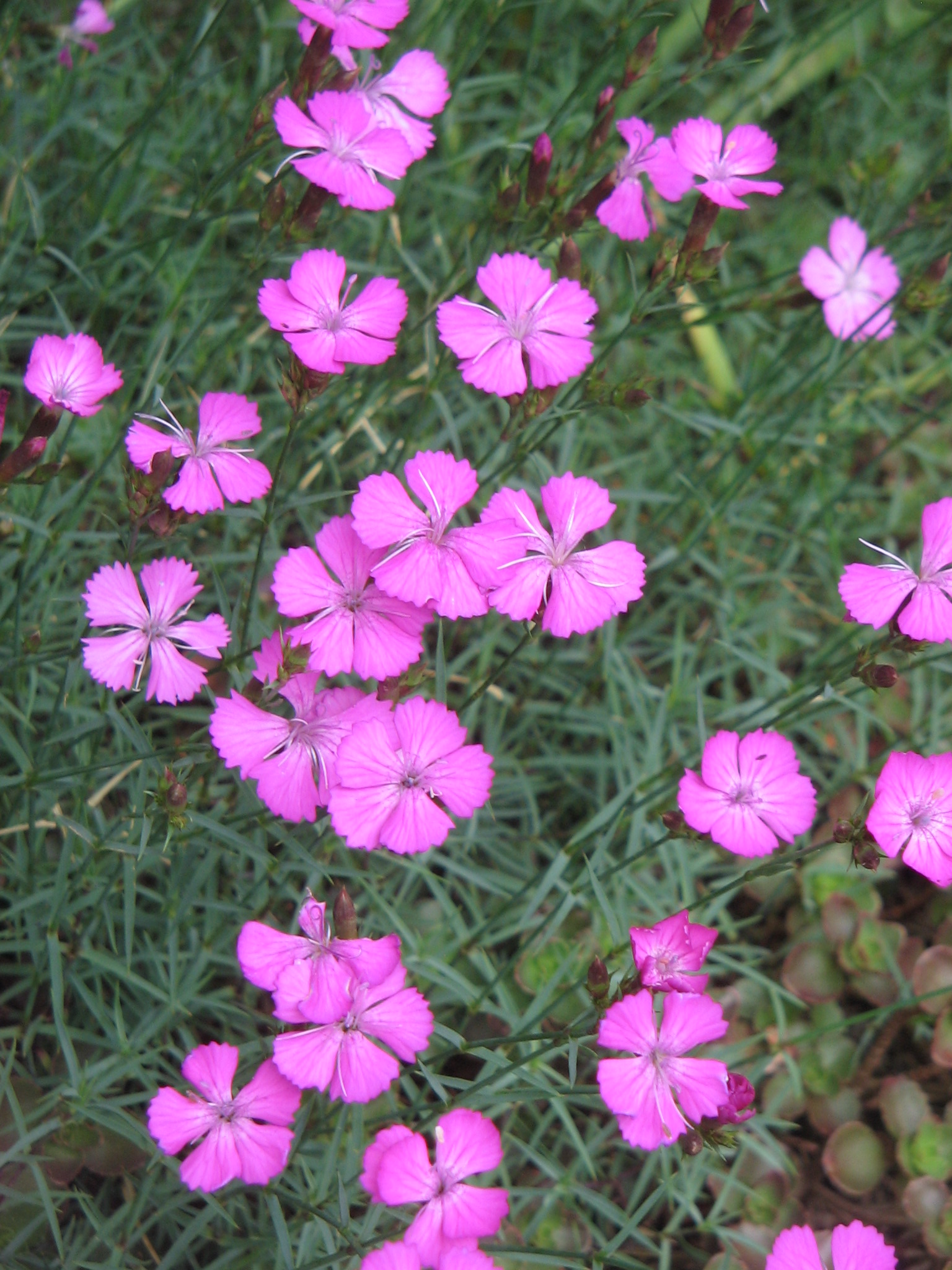
Œillet du granite

- Sabline cendrée (Arenaria cinerea)
- Sabline des chaumes (Arenaria controversa) (peut-être aussi en Andorre ?)
- Sabline de Lozère (Arenaria ligericina) - Causses de la Lozère et de l'Aveyron.
- Sabline de Provence (Arenaria provincialis) (Bouches-du-Rhône et Var)
- Buffonie vivace (Bufonia perennis)
- Céraiste de Soleirol (Cerastium soleirolii (Corse)
- Œillet du granite (Dianthus graniticus) (Massif central)
- Minuartia olonensis
- Sabline du Verdon (Moehringia provincialis) (Var et Alpes-de-Haute-Provence)
- Silene brachypoda
- Silène de Requien (Silene requienii) (Corse)

### Cécropiacées

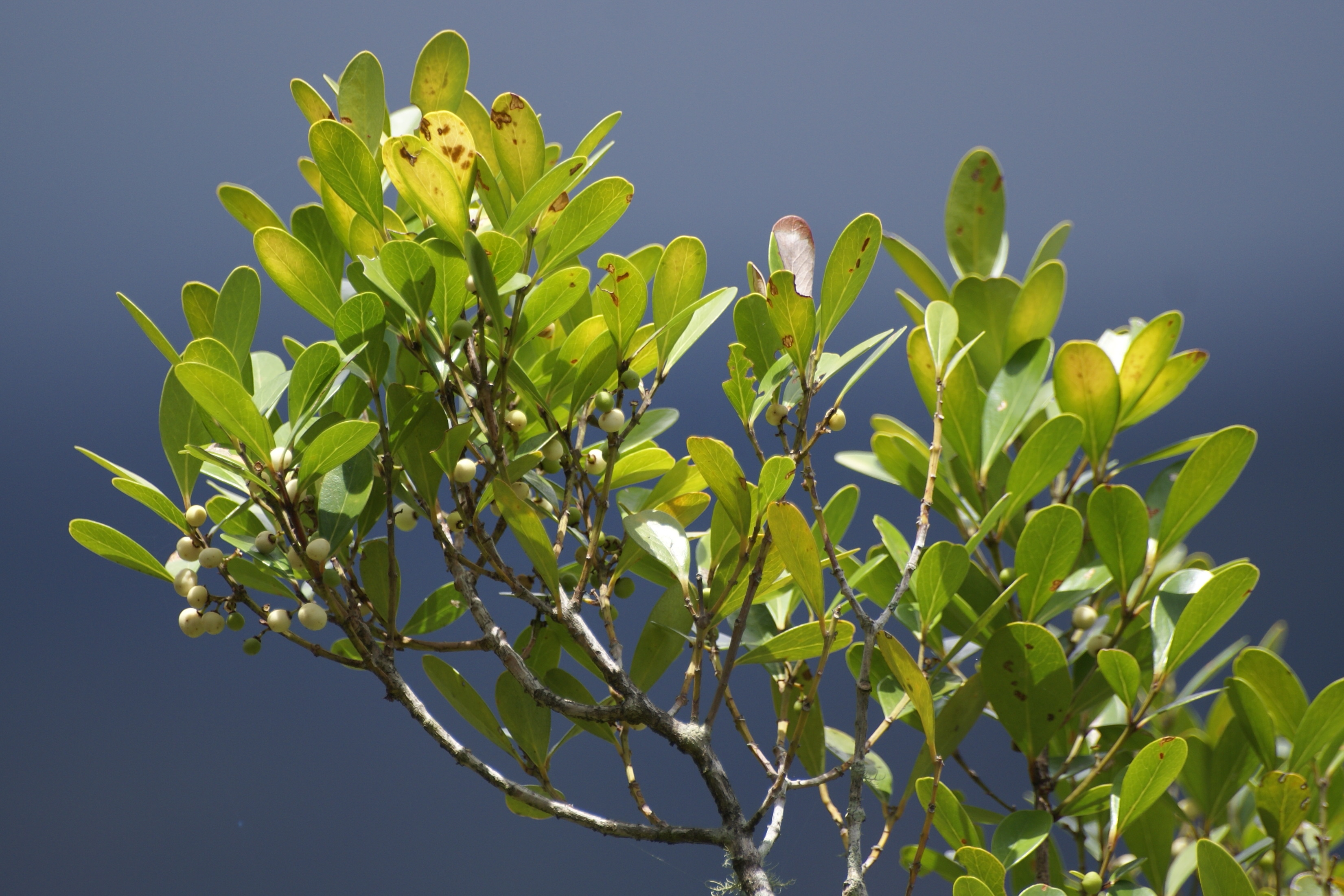
Pleurostylia pachyphloea Cilaos.

- Coussapoa ferruginea (Guyane)

### Célastracées
- Bois d'olive grosse peau (Pleurostylia pachyphloea) (La Réunion)

### Chrysobalanacées
- Licania cyathodes (Guyane)

### Cistacées
- Ciste de Pouzolz (Cistus pouzolzii) (Cévennes)

### Clusiacées (Guttifères)
- Millepertuis corse (Hypericum corsicum (Corse)

### Combrétacées
- Buchenavia nitidissima (Guyane)

### Costacées
- Costus curcumoides (Guyane)

### Cypéracées
- Costularia melicoides (La Réunion)
- Rhynchospora subdicephala (Guyane)

### Dipsacaceae
- Knautia basaltica (Massif central)
- Knautia forezensis (Massif central)
- Scabiosa corsica - Scabieuse corse (Corse)

### Ébénacées
- Bois noir des hauts (Diospyros borbonica) (La Réunion)

### Éléocarpacées
- Sloanea dussii (Martinique)

### Éricacées
- Branle filao (Erica arborescens) (La Réunion)
- Thym marron (Erica galioides) (La Réunion)
- Branle vert (Erica reunionensis) (La Réunion)

### Escalloniacées
- Bois de Laurent Martin (Forgesia racemosa) (La Réunion)

### Euphorbiacées
- Chamaesyce viridula (La Réunion)
- Claoxylon dolichostachyum (La Réunion)
- Gros bois d'oiseaux (Claoxylon glandulosum) (La Réunion)
- Grand bois cassant (Claoxylon racemiflorum) (La Réunion)
- Claoxylon setosum (La Réunion)
- Ti bois de senteur (Croton mauritianus) (La Réunion)
- Euphorbia duvalii
- Euphorbia ruscinonensis

### Fabacées
- Tamarin des hauts (Acacia heterophylla) (La Réunion)
- Cytise d'Ardoino (Cytisus ardoini) (Alpes-Maritimes)
- Cytisus sauzeanus
- Sainfoin de Boutigny (Hedysarum boutignyanum) (régions Rhône-Alpes et Provence-Alpes-Côte d'Azur)
- Bois de sable (Indigofera ammoxylum) (=Bremontiera ammoxylum) (La Réunion)
- Inga alata (Guyane)
- Inga fanchoniana (Guyane)
- Inga melinonis (Guyane)
- Inga mitaraka (Guyane)
- Inga retinocarpa (Guyane)
- Medicago hybrida
- Petit tamarin des hauts (Sophora denudata) (La Réunion)
- Stryphnodendron moricolor (Guyane)
- Swartzia leblondii (Guyane)

### Géraniacées
- Bec-de-grue de Manescaut (Erodium manescavi) (Pyrénées-Atlantiques et Hautes-Pyrénées)
- Bec-de-grue de Rodié (Erodium rodiei) (Alpes-Maritimes)

### Gesnériacées
- Episcia xantha (Guyane)

### Iridacées
- Romulea corsica (Corse)

### Juncacées
- Juncus guadeloupensis (jonc des hauts) (Guadeloupe)
- Juncus pyrenaeus
- Jonc de Requien ((Juncus requienii) (Corse)

### Lamiacées (Labiées)
- Bois de chenilles (Clerodendrum heterophyllum) (La Réunion)
- Calament de Corse (Clinopodium corsicum) (Corse)
- Germandrée de Rouy (Teucrium rouyanum) (Causses calcaires du sud du Massif central)
- Népéta agreste (Nepeta agrestis) (Corse)
- Thymus nitens (Cévennes)

### Lauracées
- Aiouea longipetiolata (Guyane)
- Rhodostemonodaphne elephantopus (Guyane)
- Rhodostemonodaphne leptoclada (Guyane)
- Rhodostemonodaphne revolutifolia (Guyane)
- Rhodostemonodaphne rufovirgata (Guyane)

### Lécythidacées
- Eschweilera squamata (Guyane)

### Lentibulariacées
- Grassette des Causses (Pinguicula caussensis) (sud du Massif central)
- Grassette corse (Pinguicula corsica) (Corse)

### Liliacées
- Narcisse des Glénan (Narcissus triandrus subsp. capax) (Archipel des Glénan, Finistère)
- Tulipe d'Aime (Tulipa aximensis) (Tarentaise)
- Tulipe de Billiet (Tulipa billietiana) (Tarentaise)
- Tulipe de Didier (Tulipa didieri) (Savoie ; autrefois aussi en Italie et Suisse)
- Tulipa lartetii
- Tulipe à feuilles planes (Tulipa planifolia) (Savoie)
- Tulipe de Guillestre (Tulipa platystigma) (Hautes-Alpes)
- Tulipe de Marjollet (Tulipa perrieri) (Tarentaise)
- Tulipe de Maurienne (Tulipa mauriana) (Maurienne)
- Tulipe de Montandré (Tulipa montisandrei) (Savoie)
- Tulipe des Sarrasins (Tulipa sarracenica) (Maurienne)

### Malvacées
- Dombeya blattiolens (La Réunion)
- Dombeya ciliata (La Réunion)
- Dombeya delislei (La Réunion)
- Mahot rose (Dombeya elegans) (La Réunion)
- Dombeya ferruginea (La Réunion)
- Petit mahot (Dombeya ficulnea) (La Réunion)
- Dombeya pilosa (La Réunion)
- Dombeya punctata (La Réunion)
- Dombeya reclinata (La Réunion)
- Dombeya umbellata (La Réunion)
- Bois de senteur blanc (Ruizia cordata) (La Réunion)
- Trochetia granulata (La Réunion)

### Marantacées
- Calathea erecta (Guyane)
- Calathea squarrosa (Guyane)

### Mélanthiacées
- Ossifrage de Reverchon (Narthecium reverchonii) (Corse)

### Mélastomacées
- Charianthus nodosus (Martinique)
- Ernestia confertiflora (Guyane)
- Ernestia granvillei (Guyane)
- Henriettella ininensis (Guyane)
- Bois de balai (Memecylon confusum) (La Réunion)

### Méliacées
- Guarea michel-moddei (Guyane)

### Monimiaceae
- Mapou des hauts (Monimia amplexicaulis) (La Réunion)
- Mapou à grandes feuilles (Monimia rotundifolia) (La Réunion)
- Bois de bombarde à grandes feuilles (Tambourissa crassa) (La Réunion)
- Bois de bombarde (Tambourissa elliptica) (La Réunion)

### Moracées
- Bois de maman (Maillardia borbonica) (La Réunion)

### Myrsinacées
- Ardissia magdalenae (Martinique)
- Bois de savon (Badula barthesia) (La Réunion)
- Badula fragilis (La Réunion)
- Badula grammisticta (La Réunion)
- Badula nitida (La Réunion)
- Badula ovalifolia (La Réunion)
- Cybianthus dussii (Martinique)

### Myrtaceae
- Bois de nèfles à grandes feuilles (Eugenia bosseri) (La Réunion)
- Bois de nèfles à petites feuilles (Eugenia buxifolia) (La Réunion)
- Eugenia mespiloides (La Réunion)
- Eugenia gryposperma (Martinique)
- Eugenia tetramera (Guyane)
- Myrcia martinicensis (Martinique)
- Bois de pomme (Syzygium cordemoyi) (La Réunion)
- Bois de pomme rouge (Syzygium cymosum) (La Réunion)

### Olacacées
- Bois de cœur bleu (Chionanthus broomeana) (La Réunion)
- Olax mayottensis (Mayotte)

### Orchidacées (Orchidées)
(5 espèces endémiques en Guadeloupe, 1 en Martinique)
- Epidendrum mutelianum (Guadeloupe)
- Epipactis fibri (= Epipactis albensis var. fibri) (vallée du Rhône)
- Octomeria ffrenchiana (Guadeloupe)
- Ophrys aymoninii (Causses de la Lozère et de l'Aveyron)
- Ophrys de l'Aveyron (Ophrys aveyronensis) (Lot, Aveyron et Aude)
- Ophrys de la Drôme (Ophrys drumana)
- Ophrys philippi (Var)
- Ophrys splendida (Provence)
- Palmorchis prospectorum (Guyane)
- Pleurothallis mazei (Guadeloupe)
- Pseudocentrum guadalupense (Guadeloupe)
- Stelis dussii (Guadeloupe)
- Vanilla barrereana (Guyane)
- Vanilla leprieurii (Guyane)
- Vanilla ovata (Guyane)
- Vanilla porteresiana (Guyane)

### Pandanacées
- Pimpin (Pandanus montanus  (La Réunion)
- Vacoa des hauts (Pandanus purpurascens) (La Réunion)
- Petit vacoa (Pandanus sylvestris) (La Réunion)

### Papavéracées
- Fumaria caroliana

### Passifloracées
- Passiflora citrifolia (Guyane)
- Passiflora crenata (Guyane)
- Passiflora exura (Guyane)
- Passiflora fanchonae (Guyane)
- Passiflora kawensis (Guyane)
- Passiflora rufostipulata (Guyane)
- Passiflora vescoi (Guyane ; décrite en 2003)

### Plumbaginacées
- Arméria de Belgentier (Armeria belgenciensis) (Var) (CR[1])
- Armeria girardii
- Arméria de Malinvaud (Armeria malinvaudii)
- Armeria leucocephala (Corse)
- Armeria multiceps (Corse)
- Arméria de Soleirol (Armeria soleirolii) (Corse)
- Limonium articulatum (Corse)
- Limonium bonifaciense (Corse)
- Limonium companyonis
- Limonium contortirameum (Corse)
- Limonium corsicum (Corse)
- Limonium florentinum (Corse)
- Limonium obtusifolium (Corse)
- Limonium patrimoniense (Corse)
- Limonium pseudominutum (Bouches-du-Rhône et Var)
- Limonium tarcoense (Corse)

### Poacées (Graminées)
- Agrostis salaziensis (La Réunion)
- Élyme corse (Elytrigia corsica) (Corse)
- Festuca arvernensis Fétuque d'Auvergne (Massif central)
- Festuca breistrofferi
- Festuca degenii
- Festuca glauca
- Festuca lahonderei
- Festuca huonii
- Festuca niphobia
- Festuca occitanica
- Festuca ochroleuca
- Festuca ophioliticola
- Festuca vasconsensis
- Calumet (Nastus borbonicus) (La Réunion)
- Panicum lycopodioides) (La Réunion)
- Puccinellia foucaudii
- Trisetum conradiae

### Polygonacées
- Coccoloba caravellae (Martinique)

### Primulacées
- Androsace chaixii

### Ranunculacées

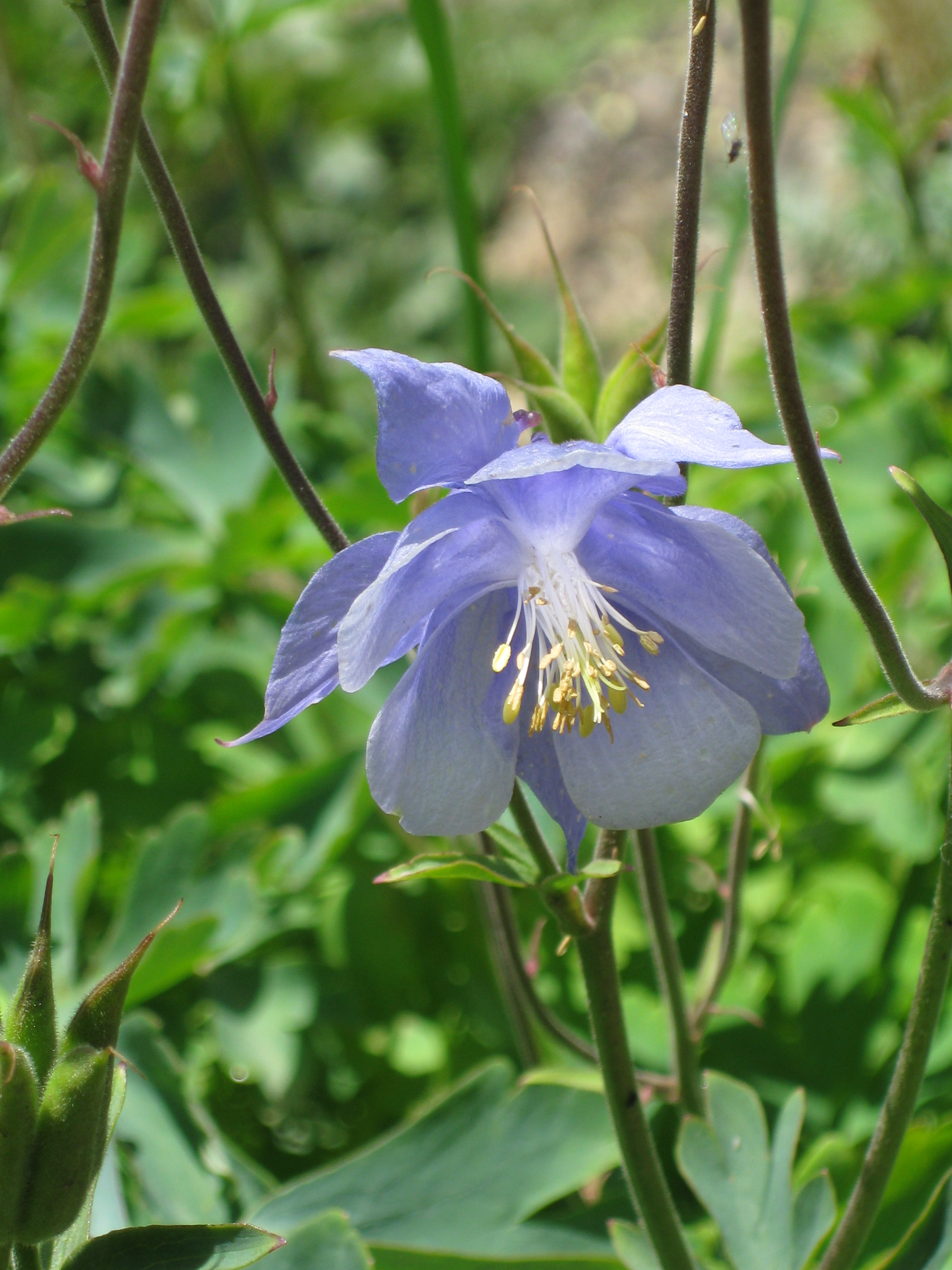
Aquilegia bernardii (Ancolie de Bernard).

- Ancolie de Bernard (Aquilegia bernardii) (Corse)
- Aquilegia litardierei
- Pied-d'alouette de Requien (Delphinium requienii) (Var)
- Dauphinelle de Requien (sous-espèce du Pied-d'alouette de Requien, Delphinium pictum subsp. requienii) (Var)
- Renoncule de Canut (Ranunculus canuti) (Alpes-Maritimes)
- Renoncule de Marschlins (Ranunculus marschlinsii (Corse)
- Renoncule de Sylvie (Ranunculus sylviae) (Corse)

### Résédacées

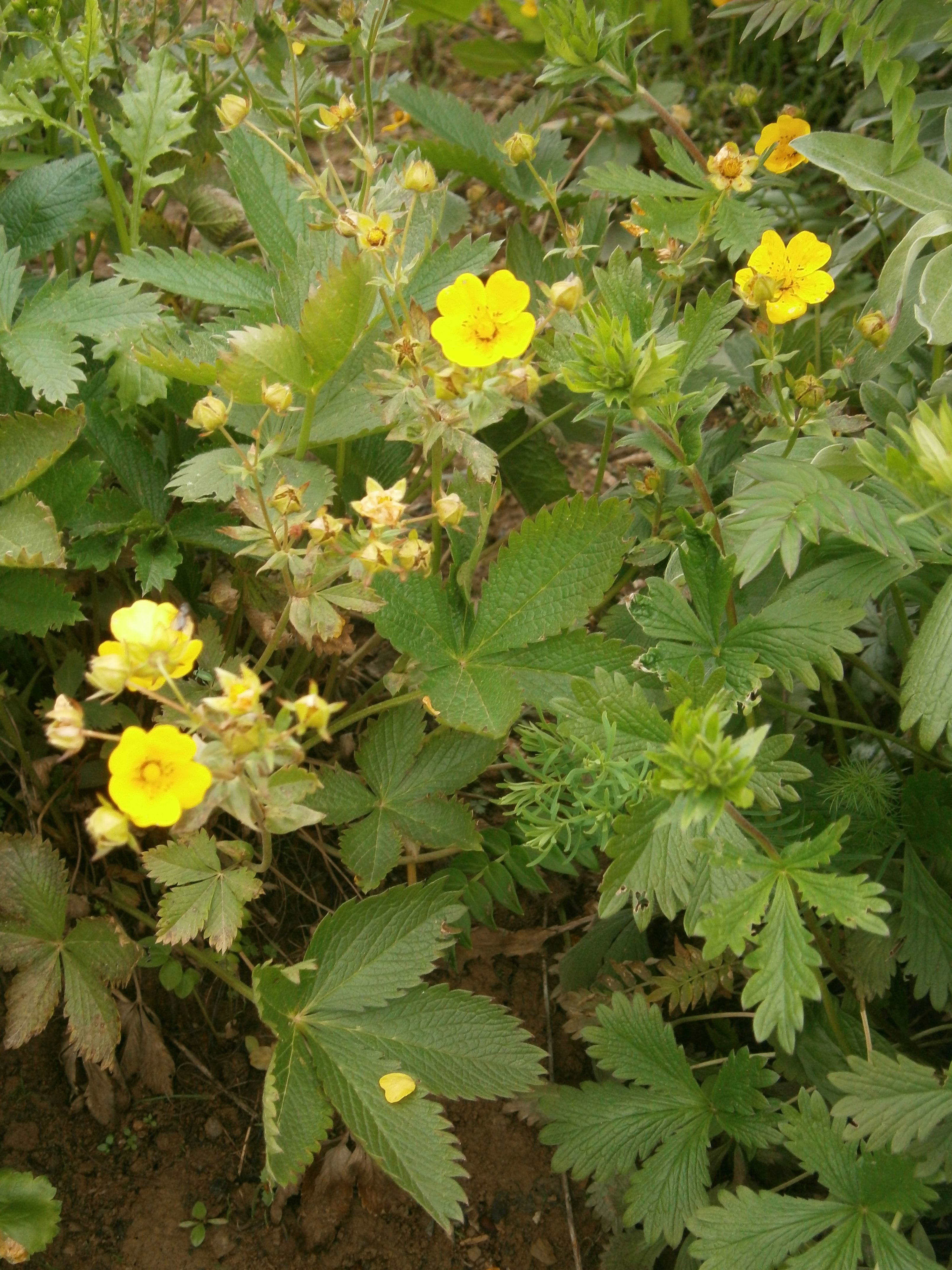
Potentilla delphinensis (Potentille du Dauphiné).

- Reseda jacquinii

### Rosacées
- Alchemilla charbonelliana, Auvergne
- Alisier de Reims (Karpatiosorbus remensis), Marne
- Cotonéaster du Dauphiné (Cotoneaster delphinensis), Dauphiné
- Cotonéaster de Rabou (Cotoneaster raboutensis), Hautes-Alpes et Alpes-de-Haute-Provence uniquement
- Potentille du Dauphiné (Potentilla delphinensis), Dauphiné et Savoie, dans les Alpes françaises
- Sorbier de Legré (Hedlundia legrei), Alpes-de-Haute-Provence et Drôme

### Rubiacées
- Bertiera borbonica (La Réunion)
- Bois de raisin (Bertiera rufa) (La Réunion)
- Faramea lourteigiana (Guyane)
- Bois de balai (Fernelia buxifolia) (La Réunion)
- Losto café (Gaertnera vaginata) (La Réunion)
- Galium timeroyi
- Rondeletia martinicensis (Martinique)

### Rutacées
- Esenbeckia cowanii (Guyane)
- Catafaye (Euodia borbonica) (La Réunion)
- Euodia irifica (La Réunion)
- Bois de catafaye (Euodia segregis) (La Réunion)

### Santalacées
- Thesium corsalpinum (montagnes de Corse)
- Thesium kyrnosum (Corse)

### Sapotacées
- Pouteria benai (Guyane française)
- Bois de fer bâtard (Sideroxylon borbonicum) (La Réunion)
- Bois de fer (Sideroxylon majus) (La Réunion)

### Saxifragacées
- Saxifraga cebennensis (Cévennes)
- Saxifraga valdensis

### Schizéacées
- Schizaea incurvata (Guyane)

### Scrophulariacées
- Anarrhinum corsicum (Corse)
- Euphraise de Jaubert (Odontites jaubertiana)
- Linaire à feuilles d'hépatique (Cymbalaria hepaticifolia) (Corse)
- Linaire à feuilles de thym (Linaria thymifolia) (Poitou-Charentes et Aquitaine)
- Odontites corsicus (Corse)

### Sterculiacées
- Byttneria morii (Guyane)
- Dombeya elegans (Réunion)
- Ruizia cordata (La Réunion)

### Thyméléacées
- Passerine de Thomas (Thymelaea thomasii) (Corse)

### Urticacées
- Bois de source blanc (Boehmeria stipularis) (La Réunion)

### Violacées
- Rinorea pectino-squamata (Guyane)
- Pensée de Rouen (Viola rothomagensis) (= Viola hispida) (Normandie)
- Violette de Cry (Viola cryana) (Yonne ; éteinte)

### Vochysiacées
- Vochysia neyratii (Guyane)
- Vochysia sabatieri (Guyane)